# La notte (film 1985)
La notte (Die nacht) è un film del 1985, diretto da Hans-Jürgen Syberberg .
È un monologo teatrale nel quale l'attrice Edith Clever recita in lingua tedesca testi di Novalis, Friedrich Nietzsche, Heinrich Heine, Céline, William Shakespeare, Platone, Heinrich von Kleist, Goethe, Richard Wagner e Capo Seattle (trascritto da Henry A. Smith).
Il film è stato presentato fuori concorso al 38º Festival di Cannes.